# Heide Park
Heide Park är en nöjespark i Soltau, Tyskland. Parken är Tysklands största med en yta på 850 000 m². Heide Park öppnade första gången 19 augusti 1978.

## Åkattraktioner
I parken finns ungefär 40 olika åkattraktioner. En av huvudattraktionerna är berg- och dalbanan Colossos, som fram tills det att Balder på Liseberg invigdes, var världens brantaste berg- och dalbana i trä. Det finns också ett hotel med pirattema med ingång till parken vid namn Hotel Port Royal.

### Berg- och dalbanor

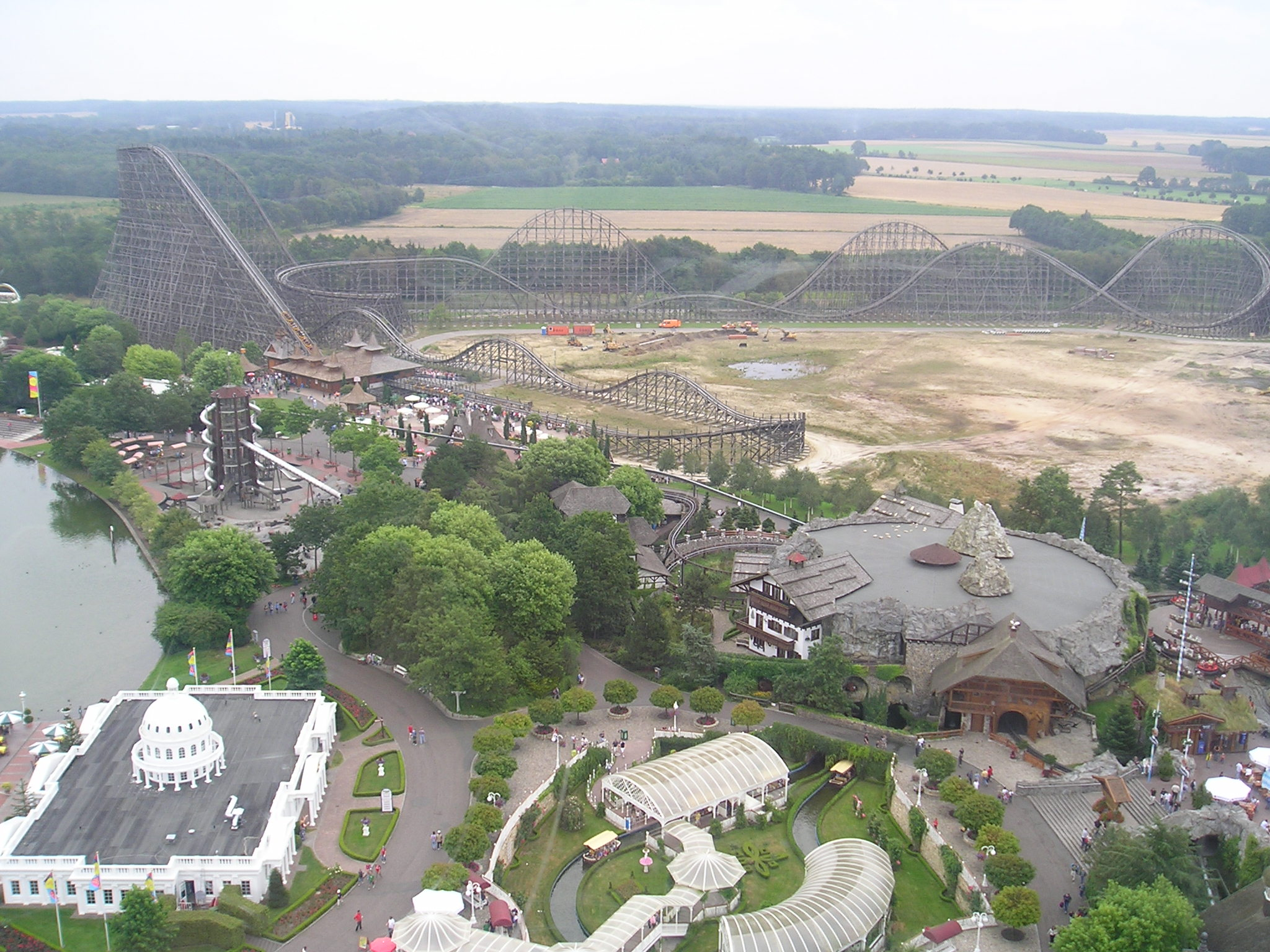
Colossos

- Big Loop - 1983
- Grottenblitz - 1985
- Schweizer Bobbahn - 1994
- Limit - 1999
- Colossos - 2001
- Desert Race - 2007
- Indy-Blitz - 2008